# 아바돈

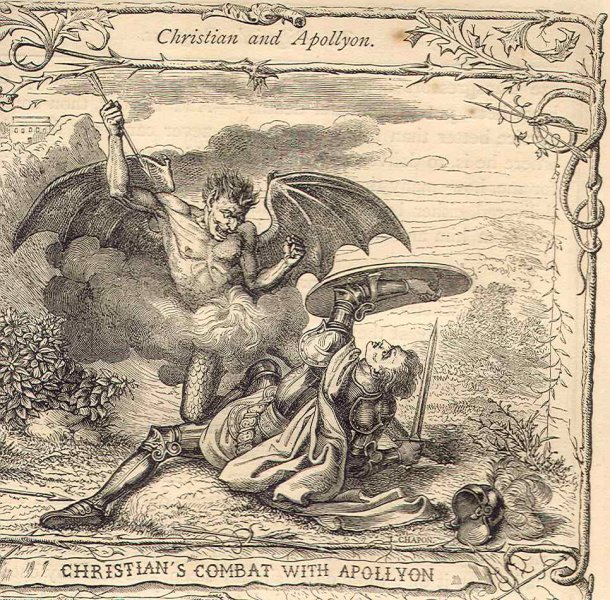
크리스천을 시험하는 아폴리온

아바돈은 《요한 묵시록》과 《천로역정》에 등장하는 악마이다.
그리스어로는 「파괴자」를 의미하는 아폴류온(Apollyon), 아폴리온(Apollion), 아폴론(Apollon)으로 불리고 있어 일설에서는 그리스 신화에서의 아폴론 (Apollon)이 스스로 타도한 피톤과 동일시 되는 것에 의해서 영락한 모습이라고도 말하고 있다.

## 요한 계시록
다섯 번째 엔젤(angel)이 나팔을 불면 하늘에서 별이 떨어져 무저갱의 문을 열게 된다. 그러면 전갈 독을 가진 수많은 메뚜기 떼가 쏟아져 나와 5개월 동안 인간을 괴롭힌다. 이 메뚜기의 독은 사람에게 고통만 주고 죽이지는 않아 인간들은 엄청난 고통을 받게 된다.
아바돈(아폴리온)의 엔젤은 대개 사탄적 존재로 여겨졌다.
하지만 계시록 20:1~3에서 무저갱의 열쇠를 가진 엔젤은 사탄적 존재가 아니라 하늘에서 온 야훼의 대리자로
나타나서 사탄을 묶어 무저갱에던져 넣는다고 묘사한 점에 유의해 보았을 때 사탄이 아니라 다른 엔젤로 보아야 한다
계시록 1:18절을 보면 예수 그리스도가 "~나는 죽음과 하데스의 열쇠들을 가지고 있다"라는 성구에 근거해
예수가 Archangelus이고 아바돈의 엔젤로써 사탄을 멸망시키는 존재로 보아야 한다.

## 천로역정
버니언의 《천로역정》에서 아폴리온은 주인공 크리스천이 원래 살던 타락한 도시의 지배자로, 천국을 찾아가는 크리스천 앞에 나타나 그를 방해한다. 그러나 크리스천은 결국 아폴리온을 이겨낸다.

## 참고 서적
- 《판타지 라이브러리》 제 8권 〈타락천사〉 ISBN 8975271781
- Rosemary Ellen Guiley 저, 대출건 역 「그림 해설 천사 백과사전」원서방, 2006년, ISBN 978-4562039791, 30페이지